# Рівняння Бюргерса
Рівнянням Бюргерса називають нелінійне диференціальне рівняння в часткових похідних, що використовується в гідродинаміці. Це рівняння відоме в різних областях прикладної математики. Рівняння названо на честь Йоганнеса Мартінуса Бюргерса (1895—1981). Є окремим випадком рівнянь Нав'є — Стокса в одновимірному випадку. Нехай задана швидкість течії рідини u та її кінематична в'язкість {\displaystyle \nu }. Рівняння Бюргерса в загальному вигляді записується так:
{\displaystyle {\frac {\partial u}{\partial t}}+u{\frac {\partial u}{\partial x}}=\nu {\frac {\partial ^{2}u}{\partial x^{2}}}}.
де {\displaystyle u(x,t)} — невідома функція (густина газу чи рідини), {\displaystyle -\infty <x<+\infty } - просторова координата, {\displaystyle t\geq 0} — час, а {\displaystyle \nu } — в'язкість (параметр). Воно являє собою модельне рівняння при дослідженні хвильових процесів в газодинаміці, гідродинаміці, акустиці і т. д. На рівняння Бюргерса як на найпростіше р-ня, що об'єднує типову нелінійність і теплову дифузію (або в'язкість), вказав Й. Бюргерс (J. Burgers) в 1942 році, хоча воно фігурувало й раніше в роботах інших вчених, зокрема Г. Бейтмена (H. Bateman).  Виявлена Е. Хопфом (E. Hopf) і Дж. Коулом (J. Cole) в 1950 заміна  {\displaystyle u=-2\nu {\frac {\partial \ln \phi (x,t)}{\partial x}}} дозволяє звести рівняння Бюргерса до рівняння теплопровідності для функції {\displaystyle \phi }.
{\displaystyle \phi (x,t)=(4\pi \nu t)^{-1/2}\int _{-\infty }^{+\infty }d\eta e^{-F(x,\eta ,t)/2\nu }}
{\displaystyle F(x,\eta ,t)=\int _{0}^{\eta }u_{0}(\xi )d\xi +(x-\eta )^{2}/2t}
З допомогою цієї формули можна детально прослідкувати як із гладких початкових умов утворюються і поширюються ударні хвилі у нелінійному середовищі, що описуються рівнянням {\displaystyle {\frac {\partial v}{\partial t}}+v{\frac {\partial v}{\partial x}}} якщо за розв'язок взяти границю "зникаючої в'язкості" {\displaystyle v(x,t)=\lim _{v\rightarrow +0}u(x,t)}, і в початковий момент {\displaystyle v(x,0)=u(x,0)},